# Le Roman de Renart (film, 2005)
Pour les articles homonymes, voir Renard (homonymie).
Pour plus de détails, voir Fiche technique et Distribution.
Le Roman de Renart est un film d'animation franco-luxembourgeois réalisé par Thierry Schiel et sorti le 10 août 2005. Il s'agit d'une adaptation du Roman de Renart, un classique de la littérature médiévale. Les récits mettant en scène Renart avaient déjà fait l'objet d'une première adaptation réalisée par Ladislas Starevitch en 1937.

## Synopsis
Alors qu'il cherche comment nuire à Renart le goupil, Ysengrin le loup découvre par hasard une carte indiquant le chemin d'une caverne contenant un fabuleux trésor… Mais la carte tombe malencontreusement entre les mains de Renart. Ce dernier décide alors de se rendre à la caverne. Avec l'aide de Rufus le rat maladroit, tous les deux vont vivre une grande aventure.

## Fiche technique
- Titre : Le Roman de Renart
- Réalisation : Thierry Schiel
- Scénario : Erica Strobel d'après Roman de Renart
- Montage : Mathieu Morfin
- Production : Oniria Pictures
- Société de distribution : TFM Distribution Pathé Studiocanal
- Pays d’origine :  Luxembourg
- Langue originale : français
- Format : couleur - 1.85
- Genre : animation
- Durée : 1h35 minutes
- Date de sortie : 10 août 2005
- 11 novembre 2005 (Espagne)
- 16 décembre 2005 (Italie)
- Dates de sortie DVD : 23 février 2006

## Distribution
- Frédéric Diefenthal : Renart
- Lorànt Deutsch : Rufus
- Julie Lund : Hermeline
- Marc Bretonnière : Ysengrin
- Hervé Jolly : Chancelier Bernard
- Corinne Bouche : Théo
- Catherine Privat : Nicolette
- Antoine Nouel : Thibert, Pierre
- Gérard Surugue : Brun
- Pierre Poirier : Roi Noble
- Élisabeth Fargeot : Reine Fière
- Patrick Préjean : Chantecler
- Denise Metmer : Hersent
- Denis Laustriat : Épinart